# Herzog-von-York-Insel
Die Herzog-von-York-Insel (englisch Duke of York Island) ist eine bergige, eisfreie, 4 km lange und bis zu 555 m hohe Insel vor der Pennell-Küste des ostantarktischen Viktorialands. Sie liegt südlichen Teil der Robertson Bay.
Erstmals kartiert wurde sie bei der britischen Southern-Cross-Expedition (1898–1900) unter der Leitung des norwegischen Polarforschers Carsten Egeberg Borchgrevink. Borchgrevink benannte sie nach Georg, Prince of Wales, 1. Duke of York (1865–1936), dem späteren britischen König Georg V.